# Joan Lind
Joan Louise Lind, in seguito Joan Van Blom (26 settembre 1952 – 28 agosto 2015), è stata una canottiera statunitense.

## Palmarès

### Olimpiadi
- 2 medaglie:
  - 2 argenti (Montréal 1976 nel singolo; Los Angeles 1984 nel quattro di coppia)